# Saint-Antoine-du-Queyret
Saint-Antoine-du-Queyret (okzitanisch Sent Antòni dau Cairet) ist eine französische Gemeinde mit 60 Einwohnern (Stand: 1. Januar 2022) im Département Gironde in der Region Nouvelle-Aquitaine. Sie gehört zum Arrondissement Langon und zum Kanton Le Réolais et Les Bastides. Die Einwohner werden Saint-Antoinais genannt.

## Geographie
Saint-Antoine-du-Queyret liegt etwa 60 Kilometer ostsüdöstlich von Bordeaux. Umgeben wird Saint-Antoine-du-Queyret von den Nachbargemeinden Doulezon im Norden, Pellegrue im Osten und Nordosten, Listrac-de-Durèze im Osten, Soussac im Süden und Südosten, Mauriac im Westen und Südwesten sowie Ruch im Westen und Nordwesten.

## Bevölkerungsentwicklung
| 1962                       | 1968 | 1975 | 1982 | 1990 | 1999 | 2006 | 2017 |
| -------------------------- | ---- | ---- | ---- | ---- | ---- | ---- | ---- |
| 158                        | 122  | 88   | 100  | 92   | 77   | 91   | 59   |
| Quellen: Cassini und INSEE |      |      |      |      |      |      |      |

## Sehenswürdigkeiten
- Kirche Saint-Antoine aus dem 11. Jahrhundert
- Taubenturm aus dem 16. oder 17. Jahrhundert

## Weblinks

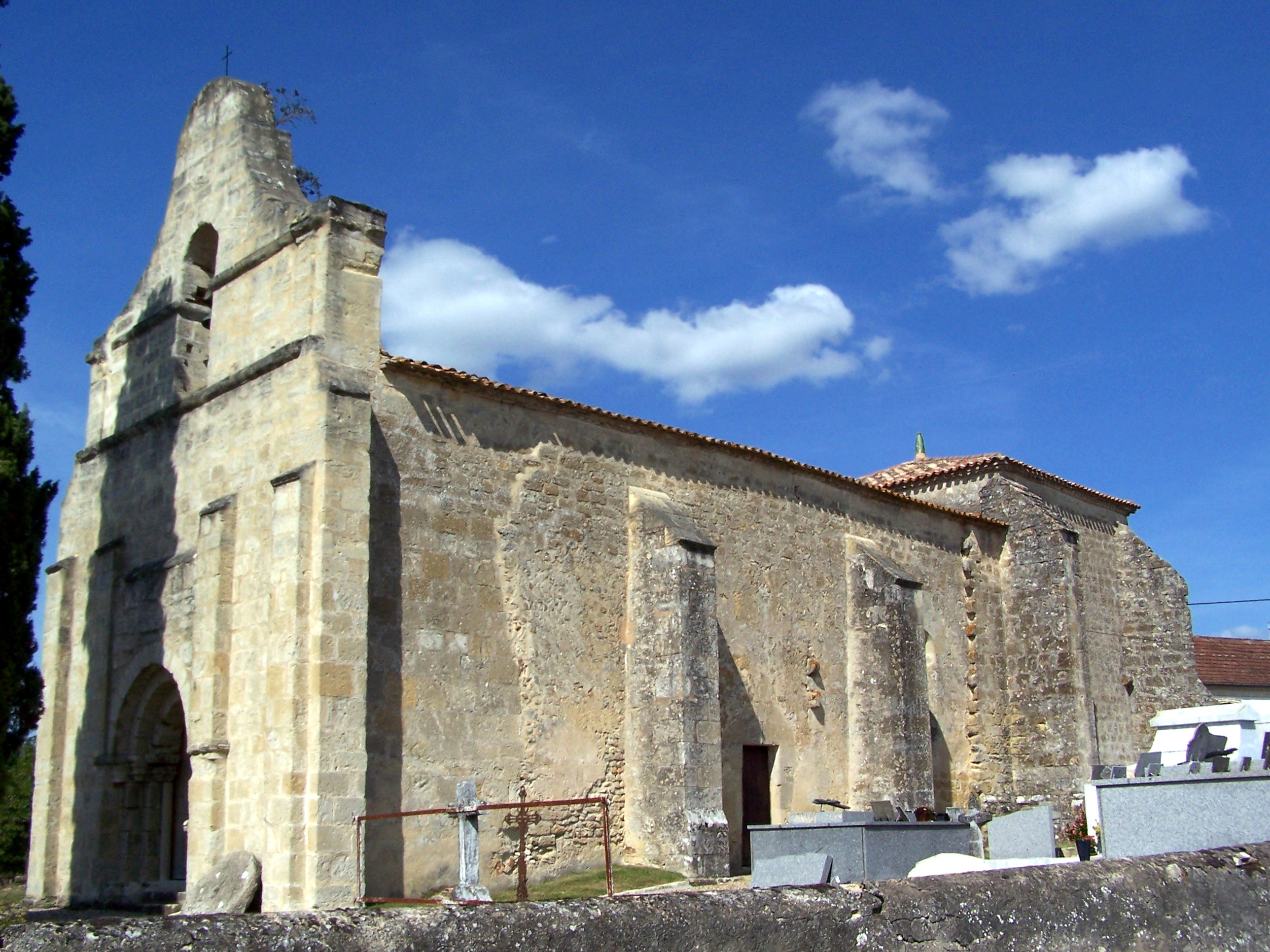
Kirche Saint-Antoine